# Герб Кобяйского улуса
Герб муниципального образования «Кобяйский улус» Республики Саха (Якутия) Российской Федерации.
Герб утверждён решением Собрания депутатов муниципального образования «Кобяйский улус» № 3 от 30 августа 2005 года.
Герб внесён в Государственный геральдический регистр Российской Федерации под регистрационным номером № 2019.

## Описание герба
«В лазоревом поле серебряный вилообразный крест, сопровождённый вверху золотой рыбой (карасём), справа — обращённым сидящим серебряным лебедем с черными глазами, червлёными клювом и лапами, слева — сидящим с подогнутым хвостом серебряным соболем с черными носом, глазами, грудью и концами лап. Во главе семь серебряных дугообразно расположенных якутских алмазов (фигуры в виде поставленных на угол квадратов, каждый из которых расторгнут на шесть частей: накрест и наподобие двух сходящихся по сторонам стропил)».

## Описание символики герба
Кобяйский улус образован в 1937 году из отдалённых наслегов Намского, Вилюйского, Горного и Верхоянского улусов.
Вилообразный крест олицетворяет географическую особенность улуса, на территории которого сходятся три крупнейшие реки Якутии: Лена, Алдан и Вилюй.
Золотой карась в лазури отображает знаменитого кобяйского карася, которым славится улус. Карась — символ богатства, справедливости, великодушия. Лазурь ассоциируется с водой и чистым небом, символизирует красоту, величие, верность, доверие, развитие, движение вперёд.
Серебряный лебедь отражает нахождение на территории улуса природоохраняемой зоны Усть-Вилюйского заказника. Серебро символ веры, чистоты, искренности, благородства, откровенности.
Серебряный соболь с черными носом, глазами, грудью и концами лап показывает богатство улуса полезными ископаемыми, в первую очередь углём и газом. Шахта Сангарская — первенец угледобычи в Якутии, а посёлок Промышленный — первенец по добыче газа. Соболь, выкапывая из земли уголь, запачкал свой белый мех чернотой.
Алмазы в особой стилизации, аналогичной их стилизации в Государственном гербе Республики Саха (Якутия), обозначают административно-территориальную принадлежность муниципального образования к Республике Саха (Якутия).
Авторы герба: идея — Александров Олег Германович (пос. Сангар), доработка и компьютерный дизайн — Матвеев Артур Матвеевич (г. Якутск)".